# Proprioseiopsis euscutatus
Proprioseiopsis euscutatus är en spindeldjursart som beskrevs av Wolfgang Karg 1983. Proprioseiopsis euscutatus ingår i släktet Proprioseiopsis och familjen Phytoseiidae. Inga underarter finns listade i Catalogue of Life.